# Álex Fernández
Alejandro Fernandez Iglesias (Alcalá de Henares, 15 oktober 1992) - alias Álex - is een Spaans voetballer die bij voorkeur als middenvelder speelt. Hij tekende in 2017 een tweejarig contract bij Cádiz, dat hem overnam van Elche.

## Clubcarrière
Álex was net geen 13 toen hij RSD Alcalá verliet voor Real Madrid. Samen met z'n broer Nacho Fernández mocht hij voor het eerst meedoen op 5 augustus 2010, tegen Club América. Zijn officiële debuut voor Real Madrid maakte hij op 6 maart 2011, toen hij tegen Racing Santander in de laatste minuut van de wedstrijd inviel. In januari 2015 vertrok de Spanjaard op huurbasis naar HNK Rijeka. De Spanjaard werd verhuurd tot en met het einde van het seizoen, met een optie tot koop.

## Interlandcarrière
Álex kwam uit voor zowel Spanje -17, Spanje -18, Spanje -19 als Spanje -20.

## Erelijst
| Europees kampioenschap onder 19 | 1x | 2011 |

1 Gil ·
2 Zaldúa ·
3 Fali ·
4 Alcaraz ·
5 Chust ·
6 San Emeterio ·
7 Sobrino ·
8 Á. Fernández  ·
9 Martí ·
10 Ocampo ·
11 Recio ·
12 Kouamé ·
13 Caro ·
14 Kovačević ·
15 Mwepu ·
16 Ramos ·
17 Escalante ·
18 Matos ·
19 De la Rosa ·
20 Carcelén ·
21 Alarcón ·
22 Ontiveros ·
23 C. Fernandéz ·
24 Glauder ·
25 Melendo ·
33 Cabrera ·
Coach: Garitano